# عنبياوات
العنبياوات (الاسم العلمي:Vaccinioideae) هي أسرة من النباتات تتبع الفصيلة الخلنجية من رتبة الخلنجيات.

## قبائل العنبياوات
- العنبياوية
  - المحبوبة